# VICTAS
株式会社VICTAS（ヴィクタス、英語: VICTAS Inc.）は、日本の総合卓球用品メーカー。2017年9月1日にヤマト卓球株式会社から現在の社名へ変更した。

## 概要
自社の卓球製品ブランドである「VICTAS」の企画・展開およびXIOMの販売代理を行っている。
1931年5月、創業者の鈴木教之が現在の東京都北区王子に「鈴木セルロイド工業所」を創業したのが始まり。当時製造された卓球ボールは、当時日本のメーカーで初めて国際卓球連盟の公認球に選ばれた。1963年に「ヤマト卓球株式会社」を設立し、ブランド「TSP」を展開する総合卓球用品メーカーとなる。
2009年、売上赤字により経営悪化に陥り倒産寸前となっていたところ、主に増毛製品やヘアケア製品を手掛ける企業であるスヴェンソンホールディングスに買収され、子会社となり、元プロ卓球選手の松下浩二が代表取締役社長に就任するなど、従来の同族経営の経営体制が一新された。翌2011年にプロ仕様の新ブランド「VICTAS」が発表され、2017年に現在の社名となった。
また、2016年には卓球男子日本代表のオフィシャルサプライヤー権利を獲得したが現在は終了している。
2020年10月20日にヤマト卓球時代から展開していたTSPをVICTASに統合することが発表された。TSPの製品は同月末をもって、全ての生産を終了した。TSPの製品の一部は、仕様をそのままにVICTAS及びVICTAS PLAYで引き続き発売される。
グローバル展開も行っており、ヤマト卓球ヨーロッパ（ドイツ）、ヤマト卓球中国（中国／上海）の子会社を持つ。
スヴェンソンホールディングスは、2023年9月29日付けで株式会社VICTASの全株式を同社社長の松下浩二氏へ譲渡した。これにより株式会社VICTASはスヴェンソングループから離れることとなった。
2025年1月29日、アドバイザースタッフの丹羽孝希選手が千葉県警によって同月20日付で賭博容疑で書類送検されていたことが判明した。2023年初夏に国内からオンラインカジノサイトに接続し、暗号資産を元手にして賭博行為を行ったとみられている。
2月5日、「丹羽孝希」モデル製品のうち、2024年カタログ掲載分については出荷を一時停止とし、2025年カタログ掲載の新製品については発売未定とすることを発表。不祥事後も契約は続行する見込み。

## 沿革
- 1931年（昭和6年）5月 - 東京府北豊島郡王子町（現・東京都北区王子）に「鈴木セルロイド工業所」を鈴木教之が個人創業する。
- 1938年（昭和13年）4月 - 大阪府大阪市東成区腹見町に工業所を移転。
- 1947年（昭和22年）7月 - 販売部門の強化のため、大阪府大阪市北区永楽町に「株式会社ヤマト商会」を設立。
- 1950年（昭和25年）4月 - 製造部門の強化のため、大阪府大阪市東区（現・中央区）黒門町に「ティエス工業株式会社」を設立。
- 1951年（昭和26年）11月 - 大阪府大阪市天王寺区上本町5丁目に「大阪卓球センター」を竣工[注釈 1]。
- 1952年（昭和27年）5月 - 「株式会社ヤマト商会」を「ティエス工業株式会社」に吸収合併[注釈 2]。
- 1956年（昭和31年）10月 - 製造していた卓球ボールが国際卓球連盟に公認された。当時、日本のメーカー初の快挙だった。
- 1959年（昭和34年）4月 - 「ヤマト工業株式会社」を設立。本店を大阪市天王寺区上本町5丁目とした。鈴木教之が社長就任。「ティエス工業株式会社」を敬称。
- 1966年（昭和41年）10月 - 社名を「ヤマト工業株式会社」から「ヤマト卓球株式会社」へ改称。
- 1970年（昭和45年）
  - 8月 - ITTF公認ワールドカップ卓球大会に参加。
  - 9月 - 大阪市浪速区難波中3丁目にヤマト卓球ビルを新築。
- 1984年（昭和59年）
  - 4月 - 社長の鈴木教之が死去。
  - 5月 - 前・社長の鈴木教之の妻、鈴木サザ子が社長就任。
- 1990年（平成2年）5月 - ITTF公認、「TSPワールドチームカップ卓球大会」を日本で開催した。
- 2009年（平成21年）12月 - 株式会社スヴェンソンがヤマト卓球株式会社を買収。
- 2010年（平成22年）1月 - 鈴木英幾が代表取締役社長を退任。松下浩二が代表取締役社長に就任[5]。
- 2017年（平成29年）
  - 4月 - 兒玉義則が代表取締役社長に就任。松下浩二は取締役会長に。
  - 7月25日 - 本社を東京本社と大阪本社の2本社制とすると同時に、本店所在地を大阪府大阪市浪速区難波中3丁目から東京都港区赤坂1丁目へ移転。
  - 9月1日 - 社名を「ヤマト卓球株式会社」から「株式会社VICTAS」へ変更した[6]。
- 2018年 - 会員制WEBサービス My VICTASを開始[7]。
- 2020年 - 松下浩二が代表取締役社長に復帰。VICTASブランド内の新しい製品ライン「VICTAS PLAY」を発表[8]。
- 2021年 - TSPブランド商品をVICTASに統合。
- 2023年（令和5年）9月29日 - スヴェンソンホールディングスが、株式会社VICTASの全株式を同社社長の松下浩二氏へ譲渡。

## 事業所
- 工場
  - 〒594-0031：大阪府和泉市伏屋町4丁目11番32号
- 札幌営業所
  - 閉鎖
- 東京営業所
  - 〒107-0052：東京都港区赤坂1丁目9番13号（三会堂ビル2階、東京本社と同一）
- 大阪営業所
  - 〒556-0011：大阪府大阪市浪速区難波中3丁目6番3号（大阪本社と同一）
- 名古屋営業所
  - 〒460-0003：愛知県名古屋市中区錦3丁目6番10号先 T4 NAGOYA 2階
- 福岡営業所
  - 〒812-0044：福岡県福岡市博多区千代4丁目29番46号（アストール博多ビル403）

### かつての事業所
- 新大阪工場
  - 閉鎖

## ブランドの特徴

### VICTAS（ヴィクタス）
高品質、プロ仕様を謳っており、同社ではフラッグシップモデルに位置づけられている。

### VICTAS PLAY（ヴィクタス プレイ）
2020年にリリースされたVICTASのセカンドライン。入門者用のラケットや、アパレル商品などを販売している。

### TSP（ティーエスピー）
従来からのブランドで、VICTASブランドを立ち上げて以降は一般消費者向けをターゲットにした商品ラインナップとなっていたが2021年3月末を持って生産終了。VICTASブランドに統合されたため、人気商品は商品名を変えてVICTAS、VICTAS PLAYから販売されている。

## 代表的なラバー
バルセロナ五輪代表の仲村錦治郎が開発責任者となり、「弧線の高さ」「スピード」「ドライブの精度」「シートの強さ」「反発」の5つの指標で各ラバーの性能を示している。ドイツ製のラバーが多く、ラバー硬度はドイツ基準が採用されている。

### V>15シリーズ
丹羽孝希らトップ選手が愛用するハイエナジーテンション裏ソフト。2015年発売開始。スポンジが硬い順にDouble Extra、Extra、Stiff、Regular、Limber5種類がラインナップされている。2022年9月にはV>15シリーズを超えた性能を持つと言われる、V>22 Double Extraも発売された。

### VOシリーズ
ハイエナジーテンション表ソフト。木原美悠をはじめとした国内選手や中国トップ選手も使用する。ナックルが出やすいVO101、回転をかけやすいVO102、バランスを追求したVO103の3種類がある。

### SPECTOLシリーズ
かつて河野満（日本）や王会元（中国）が愛用し世界を制した往年のチャンピオンラバー。TSPからVICTASへの統合に伴い、SPECTOL S1,S2,S3の3種類となった。

### CURLシリーズ
レベル問わず支持率が高い粒高ラバー。徐孝元（ソ・ヒョウオン/韓国)ら世界のトップ選手も愛用する。TSPからVICTASへの統合に伴い、CURL P1V、P2V、P3V、P3αV、P4V、P5Vの6種類となった。

### TRIPLEシリーズ
VICTAS初となる中国製強粘着裏ソフトラバー。2021年の全日本選手権で丹羽孝希がバック面に使用した。製品ブランド名は世界のメダリストも愛用したTSPのTRIPLEを継承している。スポンジ硬度の硬い順にTRIPLE Double Extra、Extra、Regularの3種類がある。

## 代表的なラケット
主に日本製および中国製（一部、ハンガリー製）。様々な特性の木材を組合せた5枚合板や7枚合板、カーボンと他の素材を複合した特殊素材を組み込んだ合板など幅広い品揃えのラケットが販売されている。主流のシェーク攻撃型に加え、ペンホルダー（中国式、日本式）、カットマン向けなども充実。

### SWATシリーズ
国内ラケット販売数量No.1（2020年12月卓球王国調べ）のベストセラー。弾みはいいが、コントロールもしやすく、初中級者から上級者まで愛用されている。木材7枚合板の標準モデルを筆頭に、カーボン入りや5枚合板、キッズ専用なども展開。中国製。

### ZX-GEAR(ゼクスギア）シリーズ
高弾性繊維の特殊素材「ゼクシオン」を採用してた攻撃用シェークハンドラケット。国内工場で精密加工している。

### DYNAMシリーズ
日本式ペンホルダーラケット。国産ヒノキ単板を、材料の檜丸太材の仕入から拘っている。

### 松下浩二シリーズ
松下浩二がプロユースで開発したカットマン向けラケット。

### シグネチャーモデル
VICTASの契約選手が使用しているラケットと同等の仕様のラケット。丹羽孝希シリーズとリアム・ピッチフォードモデルがある。

## 関連人物
- 松下浩二
- 丹羽孝希
- 松平賢二
- 吉村和弘
- 仲村錦治郎
- 木原美悠
- 江加良
- 張禹珍
- リアム・ピッチフォード
- 古川佳奈美